# Figueruela de Abajo
Figueruela de Abajo (en alistanu Figueruela de Baxu) es una localidad española del municipio de Figueruela de Arriba, perteneciente a la provincia de Zamora, en la comunidad autónoma de Castilla y León.
Ubicado en pleno Campo Aliste, dista escasos kilómetros de la sierra de la Culebra, río Aliste, y la frontera con Portugal.

## Situación
Figueruela de Abajo dista medio kilómetro escaso de Figueruela de Arriba, capital del municipio.

## Historia
Por Figueruela atravesaba la vía romana que unía Astorga y Braga, de la cual aún es perceptible su huella en el entorno de la localidad, siendo denominada en esta zona el Camino de la Reina.
Durante la Edad Media Figueruela de Abajo quedó integrado en el Reino de León, cuyos monarcas habrían acometido la repoblación de la localidad dentro del proceso repoblador llevado a cabo en Aliste. Tras la independencia de Portugal del reino leonés en 1143 la localidad habría sufrido por su situación geográfica los conflictos entre los reinos leonés y portugués por el control de la frontera, quedando estabilizada la situación a inicios del siglo XIII.
Gómez-Moreno al referirse a esta localidad, dice que Figueruela, antes Ficarola, tenía fuero por el Monasterio de Moreruela, que se aplicó en 1242, a los herreros pobladores de Adaulpho, allí establecidos, imponiéndoles tributos.
Su patronato o presentación no dependían del marqués de Alcañices sino del conde de Benavente, como puede leerse en las Memorias en 1600: "Santiago de Figueruela de Abaxo, anexo de Santa María de Nuez. Hay esta iglesia cien feligreses. Los frutos se dividen en dos partes, una lleva el cura y la otra el conde de Benavente, cuya es la presentación... Hay en este lugar un humilladero.
En el Catastro de Ensenada, 1752, constan: 27 con residencia en el pueblo y 15 hacendados forasteros, un cogedor, un herrero, un tabernero, un guardia de monte, de panes y de cerdos, un teniente cura que reside en Fresno. Y no hace constar ningún molino.
En todo caso, durante la Edad Moderna, Figueruela de Abajo estuvo integrado en el partido de Alcañices de la provincia de Zamora, tal y como reflejaba en 1773 Tomás López en Mapa de la Provincia de Zamora. Así, al reestructurarse las provincias y crearse las actuales en 1833, la localidad se mantuvo en la provincia zamorana, dentro de la Región Leonesa, integrándose en 1834 en el partido judicial de Alcañices, dependencia que se prolongó hasta 1983, cuando fue suprimido el mismo e integrado en el partido judicial de Zamora.
La Guía, en 1884, señala que hay varios molinos harineros como los del país (en la actualidad se conservan 3, 2 en Valdeordoño que molían harina de trigo para hacer pan, con establo, que su provisión corresponde al Excmo. Sr. Duque de Uceda, conde de Benavente..., que su feligresía está formada por 98 vecinos y cuatrocientas almas, y que hay establecidas en su iglesia dos cofradías: la del Santísimo Sacramento y la de la santa cruz. También hace referencia, a una antigua feria celebrada el día de la fiesta patronal, el 25 de julio. El término municipal tenía 422 habitantes en el censo de 1910 y 420 habitantes en el de 1920. El municipio de Figueruela de Abajo desapareció en 1965, al ser incorporado al de Figueruela de Arriba.

## Demografía
| Gráfica de evolución demográfica de Figueruela de Abajo entre 1842 y 1960 |
| |
| Población de derecho según los censos de población del INE Población de hecho según los censos de población del INEEntre el censo de 1970 y el anterior, este municipio desaparece porque se integra en el municipio 49069 (Figueruela de Arriba) |

| Gráfica de evolución demográfica de Figueruela de Abajo entre 2000 y 2017 |
|                                                                           |

## Economía
La economía se basa desde antaño en economía de subsistencia, con apenas venta o comercio exterior.
Son las unidades familiares las que producen los alimentos para su posterior consumo, tanto propio, como para el ganado. Se poseen pequeños minifundios con cultivo de cereales y de pasto para ganado vacuno u ovino, y algo de porcino y aves de corral en corrales particulares. Asimismo, existen algunas parcelas para huertos de hortalizas y verduras, frutales y vides. 
Actualmente, debido a la avanzada edad de un gran porcentaje de la población, las pensiones son el único ingreso, dejando para las personas más jóvenes diversos trabajos desempeñados en ámbitos rurales, y las subvenciones obtenidas por el ganado.

## Fiestas
Figueruela de Abajo cuenta con dos fiestas principales patronales, por un lado Santiago Apóstol, el 25 de julio, y por otro Santa Ana. También se celebra, aunque de carácter más secundario, San Miguel, San Pedro y la obisparra.

## Parajes

### Valdeordoño
Monte fronterizo con Portugal, a la altura del pueblo de Petisqueira, que cuenta con numerosas fuentes, como la de Los Barrederos, y que en sus orígenes está formado por carrasqueras sin cultivar, jaras, tomillos, chaguazos, y brezo. Más abajo en el arroyo crecían grandes choperas y pequeñas praderas. Está formado por diversos valles denominados y zonas llamados: Las Encruizadas, Valdolobo, Cabeza Grande, Pernicas de Caide, Caide Molino de Arriba, Molino de Abajo, Guiyelmo, Yavayo el Junco, La Llagañosa, El Turrieiro, Galazas del Turrieiro, Urrieta, Mingo Macho, Llavayo el Águila, Putrinos, La Llamona, Ordenino, La Falitosa, y Las Peñas del Mortero.

### El Sierro
Monte situado en el límite del Figueruela de Abajo con Moldones, en el que destaca una plantación de castaños jóvenes, pero en la que también se puede encontrar matas de arbustos de brezo. En él se distinguen varias zonas como son: Las Mayadicas, Pozo Pingón, La Falguirona, Valdergallo, La Pelada, El Sambano, y bajando, nos encontramos en Pozo las Pilas donde se pierde ya un gran arroyo con una piscina natural entre rocas llamadas Las Peñonas, con grandes praderas y una buena chopera. Este río procede de Rivirinas, Saceo y la Rivirica.

### El Romeiro
Este monte delimitándolo por zonas podríamos encontrar: Las peñas de la Barrosa, Bustillo Grande, Garrafolí, La Cogolla, Llavayos, Valcaliente, en el cual hay una gran majada de carrascos jóvenes ya olivados. Existen en la zona numerosas fuentes como la de Ponferrada (esta fuente mana en forma de pequeño géiser) y fuente Medina que hacen límite con Vega. Esta zona fue principalmente zona de pasto, hasta que ICONA transformó este paraje en pinar.

### Los castros
En el término de Figueruela se localizan dos castros, uno de ellos se encuentra a mitad del camino que conduce al pueblo de Maldones, en el cerro denominado El Castro, donde se puede observar una gran muralla perimetral de tierra, con una entrada camuflada por tres montículos de tierra. En su interior hay una gran llanura de unos 2.000 metros cuadrados. El otro castro se encontraba en el Canal de La Pasión, aunque ya no conserva ninguna muralla perimetral defensiva, aunque todavía se aprecian los restos de un pozo ya tapado con piedras. Gómez Moreno hace mención de un castro: "Más arriba, pasado Moldones hay otro castro... Y a breve distancia, sobre las Figueruelas, descuella otro cerro aislado, cuyas defensas ya no aparecen".

## Gastronomía
- Matanza, chorizo (curado al humo y ligeramente picante), botillo, morcillas (de la forma alistana: con migas de pan, sangre y azúcar), jamón, lomo y piezas adobadas o curadas a la sal.
- Ternera Alistana,[14][15] Denominación de Origen desde el 17 de diciembre de 1999. Una alimentación controlada y abundancia de mimo en el cuidado de los animales hacen de la Ternera de Aliste, una de las carnes más cotizadas del mercado. Razas autóctonas y tres variedades de producto obtenidas: lechal, ternera y añojo. Mataderos en San Vitero y puntos de venta autorizados a pocos kilómetros, en San Vitero, Rabanales o Alcañices.
- Gallo de corral en pequeñas posesiones particulares. Guisado con patatas y arroz.
- Huevos de corrales particulares, con un imponente sabor y un color amarillo-anaranjado que aviva enormemente las tortillas o revueltos.
- Caza, jabalí, conejo, liebre, codorniz y perdiz.
- Verduras y hortalizas de la huerta: patatas, tomates, pimientos, calabazas, cebollas, judías verdes, granas, garbanzos, guisantes, berzas, lechugas,…
- Frutales: manzanas, uvas, castañas y nueces.
- Níscalos, en los pinares cercanos con otoños húmedos.
- Pan casero en horno de leña de jara y encina o roble, hogazas.
- Bollo frito, masa de pan ya fermentada, frita en aceite de oliva y espolvoreada con azúcar.
- Rosca, aro de unos 20 cm de diámetro y 5 de grosor, de masa de pan dulce, con huevos y esencia de anís, hecha al horno.
- Bolla, Hogaza o torta de pan con pedazos de chorizo y tocino en su interior que, al cocer al horno, desprenden su unto a la miga. En otros lugares conocida como hornazo.
- Vino tinto o clarete, reflejos inestables, sedoso en paladar, afrutado con reminiscencias ácidas, aroma de bayas silvestres, morera, manzana y jara.

## Costumbres y tradiciones
- Matanza del cerdo, cada año, entre diciembre y enero, las familias sacrifican sus cerdos, normalmente dos o tres, criados a lo largo de un año, para posteriormente pasar a su despiece y salazón, ahumado, o embutido.
- Vendimia, entre los meses de septiembre y octubre, las viñas se llenan de gente formando un mosaico multicolor que se puede ver desde varios cientos de metros de distancia.

## Habla local
Se puede decir que las palabras y expresiones que todavía hoy se utilizan de manera habitual, principalmente en boca de personas mayores, habitantes naturales y establecidos en el pueblo corresponden al dialecto alistano, perteneciente a un extenso dominio lingüístico territorial que abarca el noroeste peninsular, el cual es conocido como asturleonés o leonés, que se extendería, a grandes rasgos, desde Asturias hasta el norte de Cáceres pasando por León, Zamora y Salamanca (antiguamente Región de León), más la zona mirandesa de Portugal; una lengua que evoluciona directamente del latín de manera diferente al castellano y que, por lo tanto, se compone de una serie de rasgos propios comunes a todo el dominio, pero que tiene una serie de variedades regionales y comarcales como es el caso del alistano. Así otra variedad dialectal del leonés es el sanabrés o el sayagués de comarcas limítrofes con Aliste, con muchos rasgos comunes y otros más específicos.
Rasgos principales:
- Diptongación en IE: (ristra-riestra)
- Diptongación en OU: (otro-outro)
- Diptongación en EI: (caldero-caldeiru)
- Epéntesis de I en final de palabra: (pastar-pastiar)
- Cierre de la vocal final O en U: (campo-campu)
- Conservación de la F inicial cuando en castellano se aspira y se pone H no sonora: (Harina-Farina)
- Palatalización de L > Ll o N > Ñ: (Laguna-Llagona, Nidal-Ñal)
- Conservación grupos MB: (Loma-Llomba)
- Derivación de grupos PL > CH: (Plano-Chano)
- Conservación de la E final analógica o etimológica; (en los verbos solo se pondrá en algunos de muestra porque en la voz vernácula la llevarían todos): (tenedor-tenedore)
- Conservación de la A inicial analógica o etimológica: (barruntar-Aberruntar)
- Derivación de los grupos BL - BR: (nublao>nubrao)
- Conservación del sonido Y del latín cuando en castellano da J : (tejado-tiyau)
- Aparición de Y antihiática: (frío>friyu)
- Formas verbales del imperativo terminadas en AI: (ve/vete>vai), en EI: (coged>cogei) y del pasado imperfecto en IÉ: (decía>dicié),
- Terminación desinencias verbales del pasado perfecto en ONEN/ON/ENEN: (acabaron>acabonen, dijeron>dijon, fueron>fuenen)
- Terminación desinencia verbal del presente en YES: (ves>veyes)
- Apócope de la sílaba final en el verbo: (dice>di)